# Porta all'Arco (Sienne)

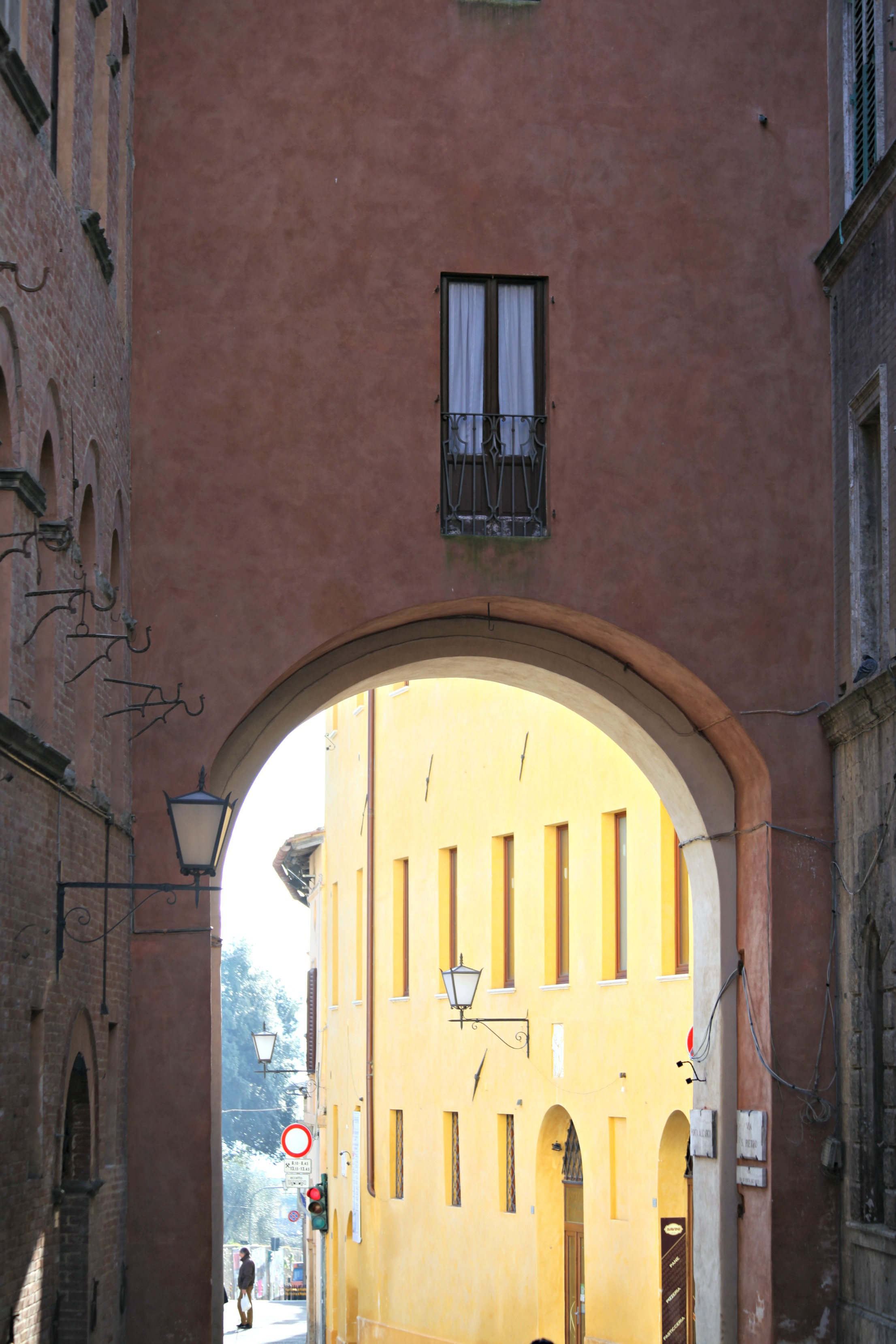
Vue depuis l'intérieur de la ville

La Porta all'Arco  est l'une des anciennes portes des remparts de la ville de Sienne (Italie) qui entourent le centre historique de la ville.

## Histoire
La porte s'insère dans le troisième cercle de murailles, commencé en 1180 et achevé au début du XIIIe siècle. Elle est située à l'emplacement d'une porte plus ancienne liée à la défense de Castelvecchio (it). Près de la porte se trouvent le palais Bargagli, décoré de fresques de Giuseppe Nicola Nasini, et l'église Sant'Agostino.